# Bodegraven (schip, 1929)
Het stoomschip Bodegraven was een vracht/passagiersvaartuig van de Koninklijke Nederlandse Stoomboot-Maatschappij (KNSM). Het werd op 27 februari 1929 te water gelaten door C. van der Giessen & Zn. Scheepswerven te Krimpen aan den IJssel. Op 3 juli 1944 werd het door de Duitse onderzeeër U-547 tot zinken gebracht voor de westkust van Afrika.

## Technische details
De Bodegraven was een vrachtschip met accommodatie voor 48 passagiers en 59 bemanningsleden. Het schip had drie vrachtruimen vóór het dekhuis en twee erachter. Ieder ruim had drie dekken of verdiepingen. De Bodegraven had enkele typische kenmerken die afweken van wat normaal was voor de scheepsbouw van die tijd. Zo had het schip geen dekrondte en stonden de huidplaten met de brede kant naar voren, het dikste gedeelte - daar waar de ene huidplaat de andere overlapt en geklonken zit - lag naar voren. Het schip maakte een enigszins stijve en vierkante indruk.

## In vredestijd
De Bodegraven was voor zijn tijd een nieuw type schip vanwege de tot dusver weinig bekende combinatie van vracht- en passagiersvaart. De KNSM bezat eind jaren twintig vier schepen van dit type. Behalve de Bodegraven waren dit de Baarn, de Barneveld en de Boskoop. Tot het uitbreken van de Tweede Wereldoorlog voerden zij geregelde diensten uit op de westkust van Zuid-Amerika.

## Mei 1940

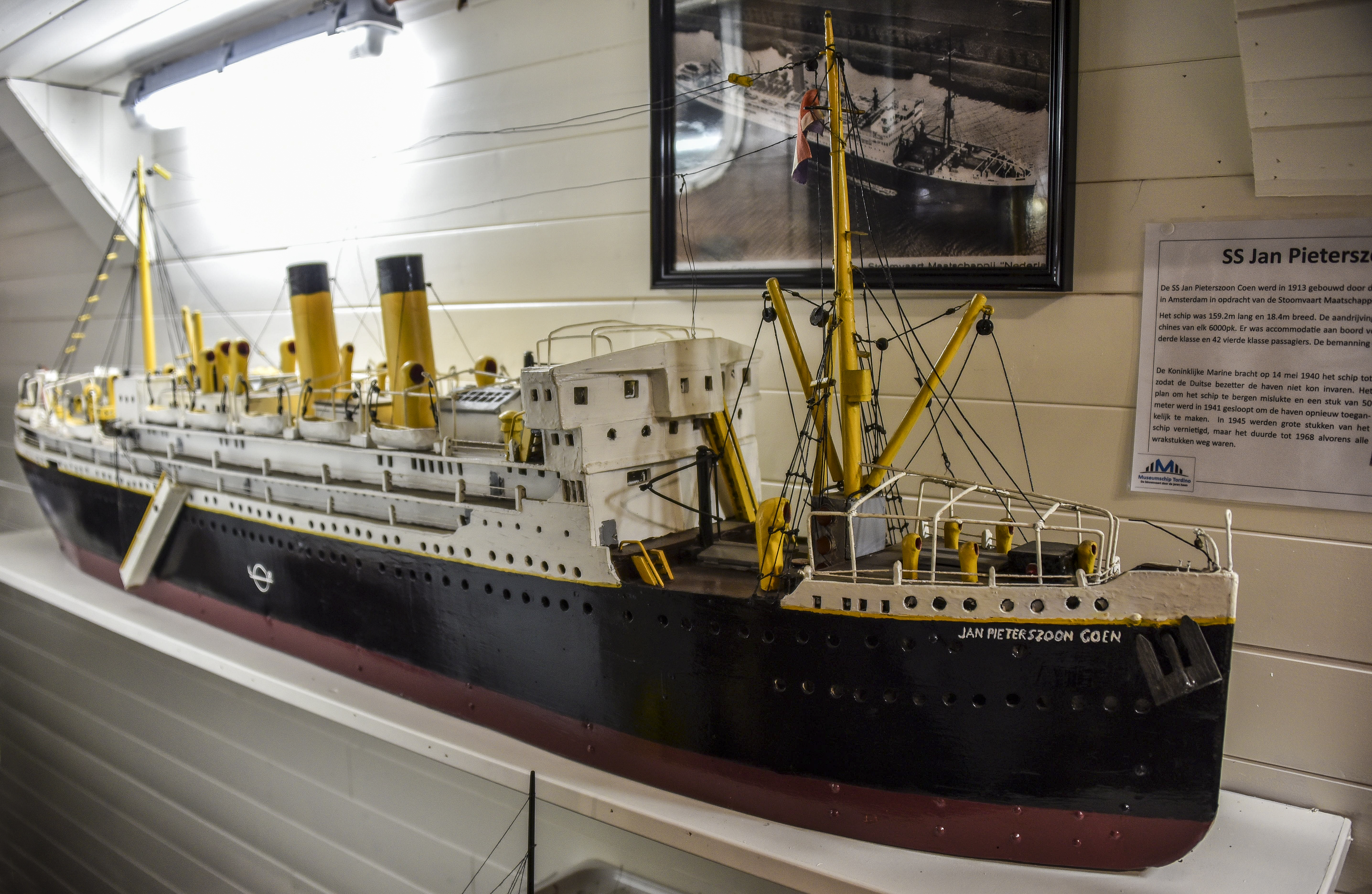
Model van het stoomschip Jan Pieterszoon Coen

Op 14 mei 1940, om 19.50 uur, ontvluchtte de Bodegraven als laatste Nederlandse vrachtvaarder de haven van IJmuiden. Eerder mocht het schip van de Nederlandse militaire commandant niet vertrekken, omdat werd overwogen het schip te gebruiken om de haven van IJmuiden te blokkeren. Uiteindelijk werd daarvoor het passagiersschip Jan Pieterszoon Coen gebruikt. De Bodegraven zou na een tussenstop in het Verenigd Koninkrijk doorvaren naar Zuid-Amerika. Aan boord was de Nederlandse kunsthandelaar Jacques Goudstikker met zijn gezin. Tijdens het eerste deel van de reis viel Goudstikker ‘s nachts in het vrachtruim en overleed. Aanvankelijk weigerden de Engelse autoriteiten toestemming voor opvarenden om aan land te gaan, maar uiteindelijk legde het schip aan in Falmouth waar Goudstikker werd begraven. Zijn vrouw en zoon kregen toestemming van boord te gaan om door te reizen naar de Verenigde Staten. Ook aan boord waren 73 Joodse kinderen, eerder uit Duitsland gevlucht en ondergebracht in het Burgerweeshuis in Amsterdam. Dankzij het kordate optreden van de verzetsheldin Truus Wijsmuller-Meijer konden deze kinderen net op tijd wegkomen. 66 kinderen waren als één groep uit Bochum gevlucht en werden later opgevangen in Manchester.

## Oorlogsdienst
De Bodegraven voer in een ongeregelde vrachtdienst de wereld rond. De KNSM had in de oorlog haar zetel op Curaçao en verhuurde de schepen via haar agent Phs. van Ommeren (London) Ltd. aan de geallieerden. In feite viel het schip onder het Britse Ministerie van Oorlogstransport (Ministry of War Transport of M.O.W.T) en reisde zodoende tussen de Verenigde Staten en landen van het Britse Gemenebest of Britse koloniën. Zo maakte het in 1942 twee reizen Bombay-Durban-Liverpool en een reis Durban-New York-Liverpool. Tijdens deze reis werd te Trinidad een lading bauxiet voor New York ingescheept. Daar aangekomen werd munitie geladen voor Engeland, dat in konvooi werd bereikt. In 1943 maakte de Bodegraven een reis Liverpool-Durban, twee reizen tussen India en Zuid-Afrika, een reis terug naar Liverpool, en een reis Liverpool-Suezkanaal-Colombo-Australië, om op 29 januari 1944 weer terug te keren te Suez. In Suez was builenpest uitgebroken en de Bodegraven kreeg geen toestemming om binnen te lopen. De lading tarwe werd buitengaats met lichters gelost.
De laatste reizen van de Bodegraven gingen heen en weer tussen verschillende havens in India en Zuidoost-Afrika. Onderweg had het schip enkele technische problemen. Tijdens zwaar weer waren klinknagels van de huid losgewrongen ter plaatse van ruim nummer 1, dat sindsdien vijf voet onder water stond en doorlopend leeggepompt moest worden. Verder was een afsluiter van de voortstuwingsinstallatie, de zogenaamde middeldruks-stoomzuiger, kapotgegaan en vervangen door een exemplaar dat de rederij op voorraad had voor het zusterschip Baarn.
De Bodegraven beschikte over een oud kanon dat gemonteerd was boven de achtersteven. Het was een overblijfsel uit de Tweede Boerenoorlog en was al veertig jaar niet gebruikt.

## De laatste reis, juli 1944
Van 17 tot 21 juni 1944 lag de Bodegraven in de Tafelbaai bij Kaapstad. De lading bestond uit zesduizend ton koper. In Kaapstad kwamen enkele vrouwelijke piloten uit Zuid-Afrika aan boord met bestemming Engeland, om daar vliegtuigbemanningen af te lossen. De Bodegraven ging op 21 juni met in totaal 59 bemanningsleden en 42 passagiers in konvooi op weg naar Freetown, de hoofdstad van Sierra Leone. Onderweg kreeg het schip technische moeilijkheden waardoor het de snelheid van het konvooi niet kon bijbenen en achterbleef. Alleen varend, en met Duitse onderzeeboten in de buurt, ging het schip op zigzagkoers. Op 2 juli 1944, een kwartier voor middernacht, sloeg een torpedo een gapend gat midscheeps, tussen het ketelruim en ruim nummer vier, waardoor drie bemanningsleden in de machinekamer de dood vonden. Door de impact van de ontploffing braken verscheidene bemanningsleden die aan dek liepen een been. Het schip maakte in korte tijd zeer veel water. Bovendien ging een reddingboot verloren. Binnen twaalf minuten zonk de Bodegraven. Vermist waren de vierde machinist, een stoker, een smeerder en zes passagiers.
De Bodegraven werd getorpedeerd door de Duitse onderzeeër U-547, onder commando van de destijds 34 jaar oude kapitein Heinrich Niemeyer. Omdat onderzeebootbemanningen in het verleden onbetrouwbaar hadden gerapporteerd over tot zinken gebrachte schepen, had de Duitse admiraliteit bevolen dat van de getorpedeerde schepen één bemanningslid, en het liefst de gezagvoerder, krijgsgevangen moest worden genomen. Daarom dook de onderzeeër op tussen de drie overgebleven reddingsboten, vuurde een waarschuwingssalvo af en nam kapitein B.A. Molenaar van de Bodegraven krijgsgevangen. De drie reddingssloepen werden achtergelaten in open zee, ongeveer honderd mijl van de West-Afrikaanse kust. Reddingboot nummer 1 werd gered door het Britse fregat HMS Fal (K266). Reddingboot twee werd samen met twee op sleeptouw genomen reddingsvlotten, gered door het Britse marinevaartuig HMS Pict (FY 132), een omgebouwde vistrawler. Reddingboot drie werd gered door het schip Snowdrop. Op 9 juli waren alle overlevenden in Freetown. Ook kapitein Molenaar zou zijn krijgsgevangenschap overleven.

## Ooggetuigenverslagen
Van het zinken van de Bodegraven zijn verschillende ooggetuigenverslagen en rapporten bewaard gebleven, onder andere van Sheila Maytham en Rosemary Mack-Derwent die als jeugdige passagiers aan boord waren. Opvarende Phil Langham doet verslag op de website van het Britse opleidingsschip Vindicatrix. Ook eerste luitenant Derric A. Breen van de HMS Pict doet verslag, evenals Silvester McDonald, matroos van de Bodegraven.
Het Maritiem Museum Rotterdam heeft in de collectie handschriften onder nummer H290 een verslag van kapitein Molenaar van de Bodegraven over zijn belevenissen als Duits gevangene. Het Nederlands Scheepvaartmuseum te Amsterdam bezit met nummer S.4794 [nr 0002], signatuur Gr-83-098 (7) een brief d.d. 9 juli 1944 aan boord van H.M.S. Fal te Freetown geschreven door overlevenden van de Bodegraven aan de commandant van de Fal, Lt. Cdr. F.S. Howell.

## Verantwoording en externe links
- ss Bodegraven, De Kroonvaarders
- The Children of Tante Truus, Het Parool (1 mei, 2010)/stichting Duitse Oorlogskinderen In Nederland
- Ministry of War Transport, kaart s.s. ‘Bodegraven’, on-survey, filed in vault
- Silvester Mc Donald, ‘Hostilities only, 1939 - 1945’, eigen uitgave, 1998
- Ministry of War Transport, s.s. ‘Bodegraven’, lijst overlevenden Freetown, juli 1944
- W.E. van Popta, ‘De Koninklijke Nederlandsche Stoomboot Maatschappij-KNSM’, Alkmaar, de Alk N.V.
- WW2 People's War, BBC
- http://nsw.vindicatrix.com/xtras/pdf/Newsletters/Aug04-Ed43.pdf
- U-547, uboat.net
- Lt Derric Breen RNVR, war-experience.org